# 鴻上尚史のことばの寺子屋
『鴻上尚史のことばの寺子屋』（こうかみしょうじのことばのてらこや）は、文化放送で放送されていたラジオ番組。

## 概要
2004年10月8日 - 2005年3月27日は、原則毎週土曜19:00 - 20:00（10月のパ・リーグのプレーオフ中継やプロ野球日本シリーズの実況中継の影響で、2回ほど別の曜日で放送されたケースもあった）。
2005年4月10日 - 2006年4月2日は、日曜12:05 - 13:00にそれぞれ放送されていたが、現本社への移転などにより、一時的に休講していた。しかし、浜松町移転後の2006年7月30日午前2時30分から特別講義と題して、同年10月1日までに3回に分けて1時間ずつ放送された（10月以降はレギュラー放送に復帰する予定だったが、諸事情で継続せず、10月1日の放送で正式な最終回となった）。
パーソナリティは、劇作家・演出家の鴻上尚史、アシスタントは、番組開始当初から文化放送の鈴木純子アナウンサーが担当していたが、浜松町移転後の特別講義からは、声優の広橋涼が担当していた。
番外編として、2006年10月7日土曜18:00 - 19:30まで「今宵、言葉のレストランへようこそ!」が放送された。

## 主な構成
- 「ラジオCM虎の穴」毎回ラジオCMの課題を、番組スポンサー各社の商品にちなんだ20秒のラジオCMをリスナーから募集し、最終選考に残った作品は3週間後に青二プロダクションの声優陣によるアフレコを経て20秒のラジオCMとなり、作品として放送される（開始当初は塾長である鴻上尚史が師範代を当てる企画があった）。毎回多くの応募があり、毎年春に行われている「100万円大賞ラジオCMコピー大会」の予選と言えるほど人気のあるコーナーである。

土曜夜時代の課題作品協賛企業は、ヤクルト、ロッテ、松下電器、ハウス食品、日本看護協会などが週替わりで参加していた。日曜昼に移ってからは、文芸社、常盤薬品工業、ロッテ、ハウス食品に混じって映画「悪魔の棲む家」も参加していた（ただし、常盤薬品の「眠眠打波」の20秒ラジオCMの課題は、レギュラー放送の最終回までに十分な優秀作が見つからず、7月半ばまで募集を続けた。この発表は、7月30日の放送で行われた）。
- 「バナーキングへの道」インターネットプロバイダーのエキサイトとの協力で毎回お題を発表し、そのお題に合うバナー広告をリスナーから募集、優秀作品にはエキサイトのバナー広告として採用される。
- 「著名人を呼んでの言葉の力についてのトーク」日本で活躍している有名人、著名人、CMクリエーターなどを呼んで言葉についてのトークや言葉の力とは何か?などを2週連続で語るコーナー（ただし、ゲストの都合で2回目の登場が大幅に遅れた人もいた）。
- 「没作品救済企画」ラジオCM虎の穴に寄せられるラジオCMのコピーの中には最終選考に至る前に没になった作品が多くある。これらの没作品をどうすれば採用できる作品になるのかラジオCMコピーを世に輩出しているプロのコピーマン（番組内では師範代と言っている）の協力によりラジオCMを作るためのアドバイスを伝授するコーナー。

### 土曜夜時代
オープニング→1時間目→2時間目（「ラジオCM虎の穴」）→3時間目（著名人を呼んでの言葉の力についてトーク）→エンディング

### 日曜昼時代
オープニング→1時間目（「バナーキングへの道」）→2時間目（「ラジオCM虎の穴」）→3時間目（著名人を呼んでの言葉の力についてトーク）→エンディング
※2005年11月中「全日本大学駅伝」と「東京国際女子マラソン」の中継があったため2回休止があった。この枠の後番組は「千田正穂のありがとう!」（2006年4月9日より日曜11:00 - 13:00）。

### 日曜早朝の特別講義の場合
オープニング→1時間目（「バナーキングへの道」）→2時間目（「ラジオCM虎の穴」）→3時間目（「ラジオCM虎の穴没作品をこうすれば、採用できる!!師範代協力によるラジオCMコピーの作り方教えます。」）→エンディング（次回の放送日の案内と募集テーマのおさらい）
※8月にも放送の予定があったが、鴻上のスケジュール調整がつかなかったため休止となった。
※放送日は7月30日、9月3日、10月1日の日曜2:30 - 3:30に放送していた。
- 7月30日の放送で「ラジオCM虎の穴」の課題テーマで募集した「常盤薬品」の「眠眠打波」抹茶味の課題テーマ発表は最終回までに間に合わなかった。